# نره‌استخوان

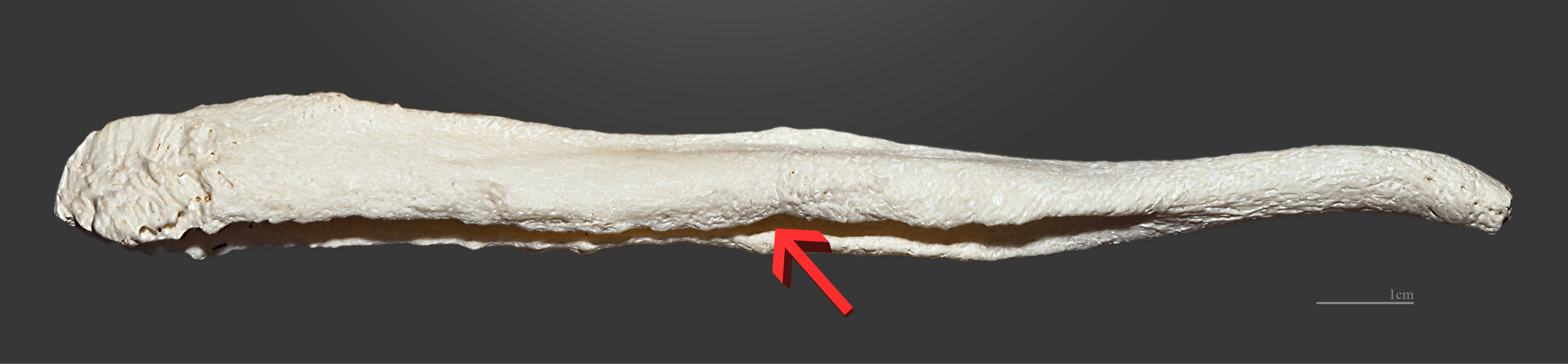
نره‌استخوان یک سگ؛ شیار پیشاب‌راهی با فلش نشان داده‌شده‌است.

نَره‌اُستُخوان یا باکولوم (Baculum)، استخوانی است که در آلت نری بسیاری از پستانداران جفت‌دار یافت می‌شود. برخلاف سایر نخستیان از جمله گوریل و شامپانزه، آلت مردی انسان فاقد این استخوان است. این استخوان در بالای پیشاب‌راه نر جای داشته و با فراهم کردن سختی لازم در هنگام دخول جنسی به تولید تولید مثل جنسی کمک می‌کند. هم‌ساخت این استخوان در پستانداران ماده، استخوانی در کلیتوریس (فنج) است که فنج‌استخوان (بابلوم) نامیده می‌شود. فنج‌استخوان در انسان وجود ندارد.
واژه baculum (باکولوم) در زبان لاتین به معنای عصا یا چوب بلند است که خود از واژه یونانی βάκλον (باکلون) به معنای عصا، ریشه گرفته‌است.

## کارکرد
کارکرد نره‌استخوان در آمیزش جنسی است. شکل و اندازه آن بسته به نوع گونه فرق می‌کند. فرگشت آن ممکن است حاصل انتخاب جنسی باشد. ویژگی‌های ظاهری آن گاهی برای تمایز دادن گونه‌های مشابه از همدیگر استفاده می‌شود. وجود یک استخوان در آلت نری به جانور نر اجازه می‌دهد تا مدت زیادی با جانور ماده جفت‌گیری کند. این موضوع می‌تواند در برخی از راهبردهای جفت‌گیری، یک برتری آشکار محسوب شود. درازای نره‌استخوان ممکن است در برخی گونه‌ها به مدت زمان جفت‌گیری بستگی داشته‌باشد. در گوشت‌خواران و نخستیان، به نظر می‌رسد که طول نره‌استخوان از انتخاب جنسی پساجفت‌گیری اثر گرفته‌باشد. در برخی گونه‌های خفاش، نره‌استخوان همچنین می‌تواند از پیشاب‌راه حفاظت کند تا تحت فشار قرار نگیرد.